# Preseka (gmina Ivanjica)
Preseka (cyr. Пресека) – wieś w Serbii, w okręgu morawickim, w gminie Ivanjica. W 2011 roku liczyła 368 mieszkańców.